# Sociedade Brasileira de Filosofia
A Sociedade Brasileira de Filosofia é uma instituição fundada no Rio de Janeiro em 24 de abril de 1927 pelo General José Maria Moreira Guimarães. Composta por 40 membros titulares além de efetivos e correspondentes ela tem por fim "o estudo e a divulgação da cultura filosófica e cultura brasileira, em geral".

## Características
A Sociedade Brasileira de Filosofia é uma das mais antigas e prestigiadas instituições acadêmicas de filosofia existente no Brasil. Fundada em 24 de abril de 1927, ela nasceu da vontade de representação de estudiosos de filosofia em suas diversas áreas. Desde o início, reúne membros atuantes e com representatividade intelectual e pública oriundos de quase todos os Estados da Federação. Embora sediada na cidade do Rio de Janeiro, por resolução estatutária, possui representatividade e atuação nacional. Trata-se de uma instituição sem fins lucrativos ou econômicos e é reconhecida como de Utilidade Pública.
Também conhecida como Casa de Moreira Guimarães, a Sociedade Brasileira de Filosofia possui 40 cadeiras para sócios titulares, havendo outras tantas para os sócios efetivos e correspondentes, essas últimas reservadas para associados residentes em outros países.  Anteriormente sediada à Praça da República, no. 54 (sobrado), hoje suas reuniões  têm lugar no Salão da Confederação das Academias de Letras do Brasil, situado no prédio do Instituto Histórico e Geográfico Brasileiro - IHGB.
A Sociedade Brasileira de Filosofia é considerada patrimônio cultural imaterial brasileiro, pois, desenvolve trabalho relevante na preservação, difusão e produção de trabalhos acadêmicos. Adicionalmente, é órgão responsável pela defesa da liberdade de expressão, dos direitos humanos, dos valores democráticos, e de um estado de direito.
À semelhança das demais academias de letras, o cargo de sócio é vitalício e a sucessão dá-se apenas pela morte do ocupante da cadeira. Formalizadas as candidaturas, os sócios, em sessão ordinária, manifestam a vontade de receber o novo confrade, através do voto secreto.

## Patronos
Para cada uma das quarenta cadeiras, os fundadores escolheram os respectivos patronos, homenageando personalidades que marcaram as letras e a cultura brasileira, antes da fundação da SBF.

## Presidentes da SBF
Entre seus presidentes estiveram figuras ilustres da cultura nacional, entre os quais destacam-se: Moreira Guimarães, Raul Tavares, Severiano de Fonseca Hermes, Herbert Canabarro Reichardt, Túlio Saboia Chaves, Washington Perry de Almeida e José Eduardo Pizzarro Drummond.
Ricardina Marques da Silva (literariamente Ricardina Yone) é a atual presidente e a primeira mulher a ocupar o cargo. 

## História
| “ | “A 24 de abril de 1927 foi fundada a Sociedade Brasileira de Filosofia, por iniciativa do General Dr. José Maria Moreira Guimarães, com a colaboração dos engenheiros civis Vicente Licínio Cardoso e Manuel Miranda Ribeiro, engenheiro militar Coronel Manuel Liberato Bittencourt, doutor em Medicina Murilo Campos doutores em direito João Alcides Bezerra Cavalcante e Nicolau A. Rodrigues, capitão de fragata Raul Tavares e professores Inácio Raposo e Lupércio Hoppe e José Magarinos de Sousa Leão. Fundada a Sociedade, esses eminentes brasileiros se reuniram a 30 de abril do mesmo ano, no salão de honra da então Sociedade de Geografia do Rio de Janeiro, elegendo sua primeira Diretoria, que ficou constituída pelo General Moreira Guimarães, presidente; Dr Vicente Licínio Cardoso, 1º. Secretário; Comandante Raul Tavares, 2º. Secretário; Dr. Liberato Bittencourt, tesoureiro, na forma da Lei Orgânica”. | ” |